# エスカレーション (ビジネス)
エスカレーション（英語:Escalation）とは、業務において、上長の指示を仰いだり、業務を引き継がせること。略語はエスカレまたはエスカ
原義は「上申」や「深刻化」であり、日本語では、「上申」とまで言うと大袈裟な、業務上日常的に発生する、上長への報連相といった意味で使われている。
特にマニュアル化された業務で、作業者自身で対応を完結できなかったり、判断がつかない場合、エスカレーションする。時には、マニュアルに「エスカレーションせよ」と明記される。
状況を管理者やスーパーバイザーと共有し、責任者による直接対応や、他部署とのすり合わせ、特別対応のための作業者増員を図ることができる。
エスカレーションするときには、特に次の点に注意するべきである。
・上長が状況を判断できるための情報を、十分に伝えること。
・何が起き、自分でどのように対処し、なぜエスカレしようと考えたか、を伝える。
・クレームの電話ならば、客の苛立ち具合（温度感、ヒートアップしているのか冷静なのか）を伝える。
・エスカレーションすべき場面では、躊躇なく即座にエスカレーションする。保身のために対応が遅れてはまずいし、結果的にエスカレーションが不要であったなら次回は自分で対応できるように勉強すればいい。

## 利用場面
- 施設警備、受付（来訪者に入場を認めるか迷ったときは、エスカレーションして確認する）
- マーケティング用語、主に営業やコールセンターといった顧客と直接やり取りする部署において
- コンピューターシステム運用

オペレーター（作業者）がスーパーバイザー（SV、管理者）などに指示を仰ぐことや質問すること、または報告することを意味する用語として一般化している。
大別すると、オペレーター主体のエスカレーション（業務を行う上で分からないことを質問する）と、上位者主体のエスカレーション（報告を求めるためエスカレーションを課す場合）とがある。
労働者派遣を伴う請負業では、しばしばクライアント企業に指示を仰ぐことや報告することもエスカレーションという。
典型的な例としては、以下のケースがある。
- 顧客からのクレームで、「責任者を出せ」と要求してきた場合。
- 作業を進めるにあたって分らないことがあった時。
- 手順書と実際の状況（反応、表示など）に相違がある時。

なお、オペレーターの中から多くの業務知識を得ている者にエスカレーション対応係を任せる例がある。
エスカレ対応者への相談で解決することが多いが、これだけでは解決しきれない場合や、特別な指示のある案件に関しては、さらに上位者にエスカレーションを行うことがある。